# Oroszország miniszterelnökeinek listája
Ez a lista tartalmazza az Oroszországi Föderáció miniszterelnökeit 1991-től egészen napjainkig.

## Oroszországi Föderáció (1991–napjainkig)
| Portré              | Név                                            | Hivatal kezdete      | Hivatal vége        | Elnök                           |
| ------------------- | ---------------------------------------------- | -------------------- | ------------------- | ------------------------------- |
|                     | Borisz Nyikolajevics Jelcin (1931–2007)        | 1991. december 25.   | 1992. június 15.    | Borisz Nyikolajevics Jelcin     |
|                     | Viktor Sztyepanovics Csernomirgyin (1938–2010) | 1992. december 14.   | 1996. augusztus 9.  | Borisz Nyikolajevics Jelcin     |
| 1996. augusztus 10. | Viktor Sztyepanovics Csernomirgyin (1938–2010) | 1998. március 23.    |                     | Borisz Nyikolajevics Jelcin     |
|                     | Szergej Vlagyiljlovics Kirijenko (1962–)       | 1998. április 24.    | 1998. augusztus 23. | Borisz Nyikolajevics Jelcin     |
|                     | Jevgenyij Maximovics Primakov (1929–2015)      | 1998. szeptember 11. | 1999. május 12.     | Borisz Nyikolajevics Jelcin     |
|                     | Szergej Vagyimovics Sztyepasin (1952–)         | 1999. május 19.      | 1999. augusztus 9.  | Borisz Nyikolajevics Jelcin     |
|                     | Vlagyimir Vlagyimirovics Putyin (1952–)        | 1999. augusztus 16.  | 2000. május 7.      | Borisz Nyikolajevics Jelcin     |
|                     | Mihail Mihajlovics Kaszjanov (1957–)           | 2000. május 17.      | 2004. február 24.   | Vlagyimir Vlagyimirovics Putyin |
|                     | Mihail Jefimovics Fradkov (1950–)              | 2004. március 5.     | 2004. május 7.      | Vlagyimir Vlagyimirovics Putyin |
| 2004. május 12.     | Mihail Jefimovics Fradkov (1950–)              | 2007. szeptember 14. |                     | Vlagyimir Vlagyimirovics Putyin |
|                     | Viktor Alekszejevics Zubkov (1941–)            | 2007. szeptember 14. | 2008. május 7.      | Vlagyimir Vlagyimirovics Putyin |
|                     | Vlagyimir Vlagyimirovics Putyin (1952–)        | 2008. május 8.       | 2012. május 7.      | Dmitrij Anatoljevics Medvegyev  |
|                     | Dmitrij Anatoljevics Medvegyev (1965–)         | 2012. május 8.       | 2018. május 7.      | Vlagyimir Vlagyimirovics Putyin |
| 2018. május 8.      | Dmitrij Anatoljevics Medvegyev (1965–)         | 2020. január 15.     |                     | Vlagyimir Vlagyimirovics Putyin |
|                     | Mihail Vlagyimirovics Misusztyin (1966–)       | 2020. január 16.     | hivatalban          | Vlagyimir Vlagyimirovics Putyin |